# Autochton pseudocellus
Autochton pseudocellus es una especie de mariposa de la familia Hesperiidae que fue descrita originalmente con el nombre de Achalarus pseudocellus, por K.R. Coolidge y V.L. Clémence, en 1910, a partir de ejemplares procedentes de USA (Az).

## Distribución
Autochton pseudocellus tiene una distribución restringida a la región Neotropical y ha sido reportada en México, Arizona.

## Plantas hospederas
No se conocen las plantas hospederas de A. pseudocellus.